# Équeurdreville-Hainneville
Équeurdreville-Hainneville je francouzská obec v departementu Manche v regionu Normandie. Leží na pobřeží Lamanšského průlivu. V roce 2010 zde žilo 17 339 obyvatel. Je centrem kantonu Équeurdreville-Hainneville.

## Vývoj počtu obyvatel
Počet obyvatel 